# Apt (cràter marcià)
Apt és un cràter d'impacte del planeta Mart situat a amb el sistema de coordenades planetocèntriques a 39.96 ° latitud N i 350.64 ° longitud E. L'impacte va causar una obertura de 9.57 quilòmetres de diàmetre en la superfície del quadrangle Mare Acidalium del planeta. El nom va ser aprovat l'any 1976 per la Unió Astronòmica Internacional en honor de la localitat de Apt (França).